# Лафуэнте, Модесто
Модесто Лафуэнте (1 мая 1806, Рабаналь де-лос-Кабальерос — 25 октября 1866, Мадрид) — испанский историк, писатель, журналист, политик. Автор многотомной «Всеобщей истории Испании», считающейся парадигмой испанской историографии XIX века.
Родился в семье сельского врача, обслуживавшего население сразу нескольких деревень. В 1819 году (в 14-летнем возрасте) поступил в духовную семинарию Леона, продолжил обучение в семинариях в Сантьяго и в Асторге; высшее богословское образование получил в университете Вальядолида. В 1831 году получил должность библиотекаря в семинарии в Асторге, год спустя стал в ней же профессором философии, а ещё через два года возглавил кафедру богословия в этом учреждении. Придерживался либеральных взглядов и в 1836 году, занимая к тому моменту должность секретаря епархиальной коллегии, принял решение порвать с церковной карьерой. В 1837 году основал сатирическую газету либерально-прогрессивного направления «Fray Gerundio», издание которой впоследствии было перенесено в Мадрид и продолжалось до 1849 года (с перерывом в 1843—1848 годах); получил широкую известность в стране за публиковавшийся в это издании цикл сатирических диалогов его авторства, которые якобы вели между собой вымышленные персонажи «Fray Gerundio» и «Pelegrin Tirabeque»; в 1847—1846 годах они печатались под заглавием «Capilladas», а в 1846 году были выпущены отдельным изданием под заглавием «Teatro social del siglo XIX».
В сентябре 1837 года получил небольшой пост в министерстве внутренних дел нового правительства, но не оставил литературной деятельности. Летом 1840 года совершил путешествие во Францию и Бельгию; в мае 1843 года женился. В 1850 году завершил работу над первым томом своего главного труда — сочинения по испанской истории «Historia general de España», над которым работал до конца жизни и за которое уже в 1853 году был удостоен членства в Королевской академии истории; всего вышло 30 выпусков, объединённых в 6 томов; впоследствии число выпусков было сокращено до 25 Хуаном Валерой, подготовившим второе издание этого труда, выпущенное в 1887—1890 годах. С 1854 года стал постепенно отходить от либерализма и поддерживать консерваторов; участвовал в составлении новой конституции страны. В 1856 году был назначен ректором недавно созданной на тот момент Дипломатической высшей школы и вошёл в состав Высшего совета архивов и библиотек. В 1865 году стал членом Государственного совета.
Помимо названных, Лафуэнте был автором ряда других произведений, среди которых «Viaje de Fray Gerundio por Francia, Bélgica, Holanda y orillas del Rin» (1842), «Viaje aërostático de Fray gerundio y Tirabeque» (1847; сатирическое описание путешествия по Европе, якобы предпринятого персонажами его ранних диалогов), «Revista europea» (1848-49), «La cuestión religiosa» (1855; написано в защиту принципа единства католиков Испании).